# Bonkers (série télévisée d'animation)
Pour les articles homonymes, voir Bonkers.
Raw Toonage
Bonkers est une série télévisée d'animation américaine en 65 épisodes de 30 minutes, produite par Walt Disney Television Animation, dont les neuf premiers épisodes ont été diffusés du 28 février au 6 juin 1993 sur Disney Channel, puis du 4 septembre 1993 au 23 février 1994 en syndication dans The Disney Afternoon.
Le personnage de Bonkers D. Bobcat est toutefois apparu quelque temps avant dans une mini-série nommée He's Bonkers intégrée à la série Raw Toonage diffusée au dernier trimestre 1992.

## Synopsis
Le chat Bonkers D. Bobcat est placé en duo avec le sergent Emile Cornichon, un humain ronchon et sinistre qui a les "toons" en horreur. Les deux partenaires, un novice et un expérimenté, travaillent alors à résoudre les crimes et autres délits de la région de Hollywood en Californie.
Après plusieurs épisodes, le sergent Cornichon obtient un poste au FBI à Washington DC. Il part et quitte Bonkers avec beaucoup d'allégresse mais réalise qu'après tout le temps passé à le haïr, il s'y était quand même attaché. À la fin des épisodes avec Emile, Bonkers est confié à un autre partenaire, une sémillante blonde, le sergent Miranda Jolicœur. Elle est aussi est humaine mais est bien plus patiente et tolérante envers Bonkers que ne l'était son prédécesseur.

## Distribution
- Éric Métayer : Bonkers D. Bobcat
- Richard Darbois : Émile Cornichon
- Céline Monsarrat : Miranda Jolicœur
- Aurélia Bruno : Marilyn Cornichon
- Danièle Hazan : Dilandra Cornichon / Francine Kanifky
- Edgar Givry : Disloque / Al Moucham / le Collector
- Roger Carel : Pouêt-pouêt / Bourre-Pif / Ludwig Von Drake / W.W Wacky / le Chapelier fou
- Henri Guybet : le Chef Léonard Kanifky
- Barbara Tissier : Bichette
- Michel Mella : Girophare / CB / Flaps / M.Moche / Le lièvre de Mars
- Patrick Guillemin : Sergent Francis Gracieux / Scott Heudebert / Alphonse / M.Blancbleu
- Perrette Pradier : Pesette Papier
- Sylvain Caruso : Donald Duck ("Going Bonkers")
- Marion Game : Ma Parker ("Calling all Cars"), Olga ("Trains, Toons and Toon Trains")
- Michel Vigné : Le Vilain Petit Loup ("Never Cry Pig"), Albert Pas-de-carrie ("Basic Spraining"), le Pouilleux ("Once in a Blue Toon"), Max Cody ("Time Wounds All Heels")
- Michel Prud'homme : Pops ("The Day the Toon Stood Still"), Paul-Émique Chipotte ("The Final Review")
- Jean-Claude Donda : Cadet Qwark, ordinateur central ("Luna-toons"), la jument ("Toon With No Name"), Errol Fouine, Talkie ("Get Wacky")
- Emmanuel Jacomy : Elmo ("Poltertoon"), Sniff, Souk, Barouf ("Cereal Surreal")
- Gérard Hernandez : Myster Mask ("Do Toons Dream of Animated Sheep?", "Of Mice and Menace")
- Dorothée Pousséo : Katya Leggsgowannalot ("Casabonkers")
- Jackie Berger : Kyoko ("Tokyo Bonkers"), Alto ("Frame That Toon")
- Marie-Laure Beneston : Rita ("Love Stuck"), Joëlle l'elfe ("Miracle at the 34th Precint")
- Pascal Renwick : Mastiff ("Dog Day Afternoon")
- Martine Reigner : Timmy ("Fistful of Anvils")
- Jean-François Kopf : Mickey Mouse ("I Oughta be in Toons")
- Michel Barbey : Bébert Serpillère ("I Oughta be in Toons")
- Michel Elias : Eddie Doigts-dans-le-nez ("The Final Review")

Adaptation : Edgar Givry, Nathalie Raimbault, Perrette Pradier et Nadine Delanoë.
Source : Planète Jeunesse

## Les gentils
- Bonkers D. Bobcat (Jim Cummings / Eric Métayer) - l'« apprenti » policier
- Lucky Piquel (Emile Cornichon dans la version française) (Jim Cummings / Richard Darbois) - C'est le partenaire humain de Bonkers durant une partie des épisodes. Il est le père avec sa femme Dilandra d'une jeune adolescente Marilyn.
- Marilyn Piquel (Aurélia Bruno) - C'est la fille de Lucky et une enfant très intelligente. Elle aspire à devenir artiste ou auteur d'histoire/scénario. Elle s'entend bien avec Bonkers et les toons dont son préféré Skunky Skunk. Elle ressemble beaucoup à sa mère mais porte des lunettes et a une visage plus poupin. Elle a toutefois les cheveux de la même couleur que son père.
- Dilandra "Dil"/"Dyl" Piquel (April Winchell / Danièle Hazan) - C'est la femme de Lucky et la mère de Marilyn. Cest surtout un personnage secondaire présente pour encourager son mari ou sa fille.
- Miranda Wright (Céline Monsarrat) - Partenaire de Bonkers durant l'autre partie des épisodes. C'est une jeune femme active et douce.
- Timmy Wright - C'est le neveu de Miranda Wright qu'elle garde régulièrement. Mais il a un caractère facétieux et cherche toujours à jouer des tours à Bonkers.
- Chef Leonard Kanifky (Earl Boen) - C'est le commissaire de police, inspiré apparemment de Eric Lassard dans les Police Academy. Comme lui, il est à côté de la plaque.
- Sergent Francis Q. Grating (Ron Perlman) - C'est le chef de Bonkers et Miranda.
- Toots (Pouêt-Pouêt en version française) - L'animal de compagnie de Bonkers, un klakson.
- Fawn Deer - C'est la fiancée de Bonkers. Ce dernier, comme pour Roger Rabbit avec Jessica, cherche toujours à la satisfaire.
- Le Chapelier fou et le Lièvre de mars, issus du film Alice au Pays des Merveilles (1951), font des apparitions régulières dans la série. Ils habitent dans le panneau Hollywood, avec comme porte d'entrée le H.
- Fall-Apart Rabbit (Disloque le Lapin en version française) (Frank Welker) - C'est un lapin ami de Bonkler qui n'apparaît que dans un épisode en tant que sa doublure pour les cascades. De nombreuses bandes de pansements lui maintiennent le corps.
- Skunky Skunk (Rip Taylor) - Une vedette toon, adorée par Marylin. Il est pourchassé par un chef de télé qui le persécute par des rires d'humains puis tente de le tuer dans un accident.
- Grumbles Grizzly - Le chef de Bonkers dans He's Bonkers et qui apparaît parfois aussi dans cette série.

## Les méchants
- The Collector - C'est le méchant de l'épisode pilote (Going Bonkers) et le premier que rencontre Bonkers. C'est un toon qui fait collections des toons qui ne sont plus en activité. À la fin de l'épisode il s'avère qu'à l'inverse du film avec Roger Rabbit, c'est un simple humain fan dérangé et obsédé déguisé en toon.
- Mr Doodles (Monsieur Moche en VF) - est l'acolyte du Collectionneur.
- Wacky Weasel - Le pire méchant (et le plus terrifiant même pour le chef Leonard Kanifky) toon qui est existé. Il a une obsession pour les œufs de toutes sortes.
- Scatter Squirrel - Un voleur déjanté avec une fixation pour les noisettes.
- Toon Pencil - Un tagueur qui a décidé de repeindre tout Hollywood. Il sera vaincu grâce à Marylin qui l'enverra dans un monde toon irréelle où le pinceau s'efface de lui-même.
- The Bag - Un énorme toon perturbé qui capture les objets et les personnes en lui dans le vain espoir de réduire sa solitude.
- Al Vermin (Robert Ridgely en V.O.) - Le méchant absolu dans la période Miranda.
- Lilith DuPrave, Wyatt, Mr Blackenblue, Catia Legs Go-won-a-lot et Flaps l'éléphant : cinq méchants de la période Miranda.

## Épisodes

### Série avec Lucky Piquel
1. Basic Spraining
2. Calling all Cars
3. Céréalement vôtre (Cereal Surreal)
4. The Cheap Sheep Sweep
5. Color Me Piquel
6. The Comeback Kid
7. The Day the Toon Stood Still
8. The Dimming
9. Fall-Apart Bomb Squad
10. Fall-Apart Land
11. The Final Review
12. A Fine Kettle of Toons
13. Frame That Toon
14. Get Wacky
15. Les Visitoons : 1re partie (Going Bonkers)
16. Les Visitoons : 2e partie (Gone Bonkers)
17. The Good, the Bad, and the Kanifky
18. The Greatest Story Never Told
19. Les 2 font l'hamster (Hamster Houseguest)
20. Pour une poignée de farine (Hand Over the Dough)
21. Hear No Bonkers, See No Bonkers
22. I Ought to be in Toons, présence vocale de Mickey Mouse
23. Imagine That
24. In the Bag
25. Ascenseur pour l'escabeau (In Toons we Trust)
26. Is Toon Fur Really Warm?
27. Luna-Toons
28. Miracle in the 54th. Precinct
29. Never Cry Pig
30. New Partners on the Block
31. Once in a Blue Toon
32. Out of Sight, Out of Toon
33. Poltertoon
34. Comme au bon vieux toon (Seems Like Old Toons)
35. Stand-In Dad
36. Stay Tooned
37. Stressed to Kill
38. O temps en emporte les toons (Time Wounds All Heels)
39. Le Toon qui n'avait pas de nom (Toon with No Name)
40. Tune Pig
41. Weather or Not
42. A Wooley Bully

### Série avec Miranda Wright
1. Bobcat Fever
2. Cartoon Cornered
3. Casa Bonkers
4. La Guerre des moutons (Do Toons Dream of Animated Sheep?)
5. Dog Day AfterToon
6. A Fistful of Anvils
7. Love Stuck
8. Une souris ça trompe décidément (Of Mice and Menace)
9. Quibbling Rivalry
10. Springtime for the Iguana
11. Le petit canard noir (The Stork Exchange)
12. Aligato Bonkers (Tokyo Bonkers)
13. Toon for a Day
14. Le Toon qui mangea Hollywood (The Toon that Ate Hollywood)
15. Un poinçon nommé wagon (Trains, Toons and Toon Trains)
16. The 29th. Page
17. What you Read is What you Get
18. Le fantôme a de l'esprit (When the Spirit Moves You)
19. Witless for the Prosecution

### Série Compilation
Les sous-épisodes indiqués ci-dessous sont ceux de la série He's Bonkers compilés ici par lot de quatre afin de faire un épisode de Bonkers.
1. Goldjitters and the three Bobcats
Goldjitters and the three Bobcats
Quest for Firewood
Gobble, Gobble Bonkers
Get Me to the Church on Time
2. If
If
Petal to the Metal
Dogzapoppin'
TrailMix Bonkers
3. Mon toon, oh toi mon toon (Oh Cartoon, my Cartoon)
Get Me a Pizza
Spatula Party
Sheerluck Bonkers
4. The Rubber Room Song
The Rubber Room Song
Ski Patrol
Bonkers in Space
Draining Cats and Dogs

## Histoire de la série
Inspirée par le film Qui veut la peau de Roger Rabbit (1988), la série développe des histoires autour de Bonkers et d'autres nouveaux personnages dans un monde où les toons et les humains coexistent. Toutefois la série ne comprend que des scènes d'animation, les humains sont aussi des personnages animés et non des personnes réelles comme dans le film.
De nombreux personnages de Disney, créés avant cette série, font des apparitions dans certains épisodes parfois très brèves ou comme de simple figurants. On peut citer Dingo, Donald Duck, Myster Mask, Mickey Mouse, Dumbo, le Marsupilami et Donald Dingue.

### Le concept
Le concept de base de la série est basé sur Bonkers D. Bobcat, un lynx roux anthropomorphique, « ancienne star » des cartoons qui, évincé du monde du showbusiness, décide de se reconvertir dans la police. Le personnage avait été déjà utilisé en 1992 dans plusieurs épisodes de la mini-série He's Bonkers incluse dans la série Raw Toonage de Disney.
La série est découpée en trois parties :
- la première avec le détective Lucky Piquel (42 épisodes, dirigé par Robert Taylor) ;
- la seconde avec le sergent Miranda Wright (19 épisodes, dirigée par Duane Capizzi) ;
- quatre épisodes reprenant des scènes de la mini-série He's Bonkers (produite par Larry Latham).

### L'organisation de la série
La série a été diffusée sur 65 épisodes au sein du programme The Disney Afternoon mais dans un ordre différent de celui de production. Comme expliqué précédemment, les épisodes avec Miranda ont été réalisés avant mais ont été diffusés après ceux avec Lucky Piquel. Seuls font exception les deux épisodes de transition.
Ce changement dans la série est principalement dû au changement de direction et de l'équipe d'animation. Au sens de la production, les premiers épisodes ont été réalisés par l'équipe de Duane Capizzi mais en raison de problème de scénario et/ou de qualité graphique, Robert Taylor pris la direction d'une nouvelle équipe,. Les 19 épisodes avec Miranda Wright (qui restent) ont donc été réalisés avant ceux avec Lucky Piquel mais l'histoire a été modifiée afin que les épisodes avec le détective soient antérieurs chronologiquement parlant.
La nouvelle équipe de production a utilisé le succès du film Qui veut la peau de Roger Rabbit ? pour relancer la série débutée en 1993, mais le personnage est apparu dès 1991 dans la série He's Bonkers. De nombreuses similitudes apparaissent entre Roger Rabbit et Bonkers, ainsi qu'entre Eddie Vaillant et Lucky Piquel.
Ces changements sont principalement visibles dans l'aspect graphique des personnages. Dans la présérie He's Bonkers, incluse dans Raw Toonage, Bonkers a une fourrure orange avec une tache brune, des oreilles en club de golf et ébauche de queue. C'est cet aspect qui est repris dans les épisodes avec Miranda et bien sûr dans les épisodes compilation. Dans les épisodes avec Lucky Piquel, Bonkers adopte un uniforme différent, des oreilles plus fines, deux taches noires sur chacune des touffes de ses oreilles et des bandes tigrées noires sur la queue.

## Produits dérivés

### Jeux vidéo
Trois jeux vidéo ont été développés à partir de cette licence:
- Bonkers (Sega Mega Drive), sorti en 1994.
- Disney's Bonkers (Super Nintendo), sorti en 1994, développé par Capcom. Dans ce jeu, Bonkers est seul et doit retrouver le trésor de Toonville, le chapeau de sorcier dans Fantasia, la voix d'Ariel dans La Petite Sirène et la lampe magique d'Aladdin.
- Disney's Bonkers: Wax Up! (Sega Master System, GameGear), sorti en 1995